# Kaori Utatsuki
Kaori Utatsuki (Japonés: 詩月カオリ(Utatsuki Kaori)) es una cantante japonesa miembro del grupo de producción de música tecnopop I've Sound. Trabaja bajo el sello discográfico Geneon Entertainment y ha publicado hasta ahora un total de tres maxisencillos y un miniálbum.

## Biografía
Kaori Utatsuki nace un 6 de septiembre en la ciudad de Sapporo, en la prefectura de Hokkaidō. Aunque desde muy joven estaba interesada en el mundo musical, no fue hasta el año 2002 cuando decidió dedicarse a la música de forma profesional. Se integró en I've Sound en el año 2002 y su debut tubo lugar un año después interviniendo en "Lament", el cuarto recopilatorio de la agrupación. En dicho disco, la cantante interpreta a dúo con Kotoko, las canciones: "Save your heart" y "Natsukusa no senro". 
En el mismo año y en un nuevo recopilatorio de I've Sound, Kaori Utatsuki comienza a cantar sus primeros temas en solitario y comienzaa darse a conocer dentro de la subcultura de los juegos Eroge. Su primera canción en solitario es "Senecio", Tema compuesto por Kotoko, que figura dentro del recopilatorio "Out Flow". A partir de este momento, la vocalista comienza a interpretar canciones para muchos juegos para adultos, dentro de las cuales destaca "Do you know the Magic", Opening del juego Mahou ha ame-iro.
En el año 2005, I've Sound, da su primer recital en Budokan y Kaori Utatsuki interpreta tres de sus canciones más conicidas dentro de la subcultura Eroge, lo cual hace que su popularidad fuera aumentando poco a poco. Ese mismo año, dio junto con Kotoko, un concierto en Tokio, presentando las canciones del recopilatorio Short Circuit.
Su debut de cara al gran público tuvo lugar en el año 2007, año en el cual, la artista, firma por el sello Geneon Entertainment. Se le ofrece que su canción Shining star bless, sea utilizada como ópening del anime Nanatsuiro Drops, naciendo así su primer maxisencillo.
Un año después de su debut de cara al público, publica Chasse su segundo sencillo, que sería utilizado como tercera canción de cierre del anime Hayate, mayordomo de combate.
En el año 2009, las actuales seis cantantes de I've Sound, incluyendo ella, dan su segundo concierto en Budokan, que contó con una afluencia masiva y que fue posteriormente editada en DVD como conmemoración del décimo aniversario de la agrupación. Ese mismo año, con el mismo motivo, se publica el pack, Departed to the future, en el cual figura su tercer sencillo End of refrain. El año 2009, también estuvo macado por la aparición del primer mini LP de Kaori, titulado Spyglass, que apareció en el mercado musical japonés en agosto del 2009.

## Discografía

### Maxi Singles
| # | Información | Ventas |
| - | --- | ------ |
| 1 | Shining stars bless - Publicación: 1 de agosto de 2007 - Posición en el Oricon top 200: #23 - Del anime: Nanatsuiro Drops | 11,000 |
| 2 | Chasse - Publicación: 21 de noviembre de 2008 - Posición en el Oricon top 200: #30 - Del anime: Hayate no Gotoku!         | 7,000  |
| 3 | end of refrain ~Chiisana Hajimari~ - Publicación: 29 de julio de 2009 - Posición en el Oricon top 200: #179               | 4,600  |
| 4 | Toki no tsubasa - Publicación: 29 de diciembre de 2011 - Posición en el Oricon top 200: TBA                               | TBA    |

### Álbumes
| #     | Sencillo information | Sales |
| ----- | --- | ----- |
| Debut | SPYGLASS - Publicación: 5 de agosto de 2009 - Posición en el Oricon top 200: #71 - De los sencillos: "Shining stars bless" y "Chasse" | 2,067 |

### Canciones con I've Sound

#### En solitario
- Senecio (25 de julio de 2002) (Incluido en Out flow)
- Bokura ga mimamoru mirai (20 de septiembre de 2002) (Incluido en Lament)
- SWAY (28 de diciembre de 2002) (Incluido en DiRTY GIFT)
- Kienai omoi (20 de junio de 2003) (Incluido en Short circuit)
- Pure heart (27 de noviembre de 2003) (Incluido en Short circuit)
- Senecio~Album mix~ (27 de noviembre de 2003) (Incluido en Short circuit)
- Lemonade (27 de noviembre de 2003) (Incluido en Short circuit)
- Red & green (27 de febrero de 2004)
- Do you know the magic? (12 de marzo de 2004) (Incluido en Collective)
- Cross talk (Mixed up version) (29 de diciembre de 2004)
- Anata ga suki (21 de abril de 2005)
- Naisho Naisho (26 de agosto de 2005) (Incluido en Short circuit II)
- Open (23 de agosto de 2006) (Incluido en Short circuit II)
- Anata dake no angel (27 de abril de 2007) (Incluido en Short circuit II)
- I'm Home (22 de junio de 2007) (Incluido en Short circuit II)
- Jet smash (27 de julio de 2007) (Incluido en Short circuit III)
- Love is money (27 de junio de 2008) (Incluido en Short circuit III)
- Shiroi Rinbunkyoku (31 de octubre de 2008) (Incluido en Extract)
- Dream to new world (The front line covers version) (28 de diciembre de 2008)
- One small day (The front line covers version) (28 de diciembre de 2008)
- Soyokaze no Yukue (The front line covers version) (28 de diciembre de 2008)
- End or refrain (25 de marzo de 2009)
- Eien ~Chiisana hikari~ (25 de febrero de 2011)
- Nijiiro Rock & Roll (31 de marzo de 2011)
- Hold on me (29 de julio de 2011)
- Face of fact (TRIBAL LINK version) (29 de julio de 2011)
- The maze (TRIBAL LINK version) (29 de julio de 2011)

#### Con KOTOKO
- Kimi to yume wo shinjite (28 de junio de 2002)
- Watashi ga uta wa eta dakedo (29 de noviembre de 2002)
- Save your heart - Album mix (5 de septiembre de 2003) (Incluido en Lament)
- Natsukusa no senro - Album mix (5 de septiembre de 2003) (Incluido en Lament)
- Ren Ai chu - Remix (27 de noviembre de 2003) (Incluido en Short circuit)
- Seishun rocket - Edition (22 de junio de 2007) (Incluido en Short circuit II)
- Crash course - Edition (19 de diciembre de 2008)
- Hoshizora interceptor (29 de julio de 2010) (Incluido en Short circuit III)

#### I've special unit
- See you (chiisana eien) (13 de marzo de 2003)
- Fair heaven (30 de noviembre de 2005)

#### Como letrista
- Smile, Cantada por Nao (6 de diciembre de 2011)